# 銀鴨

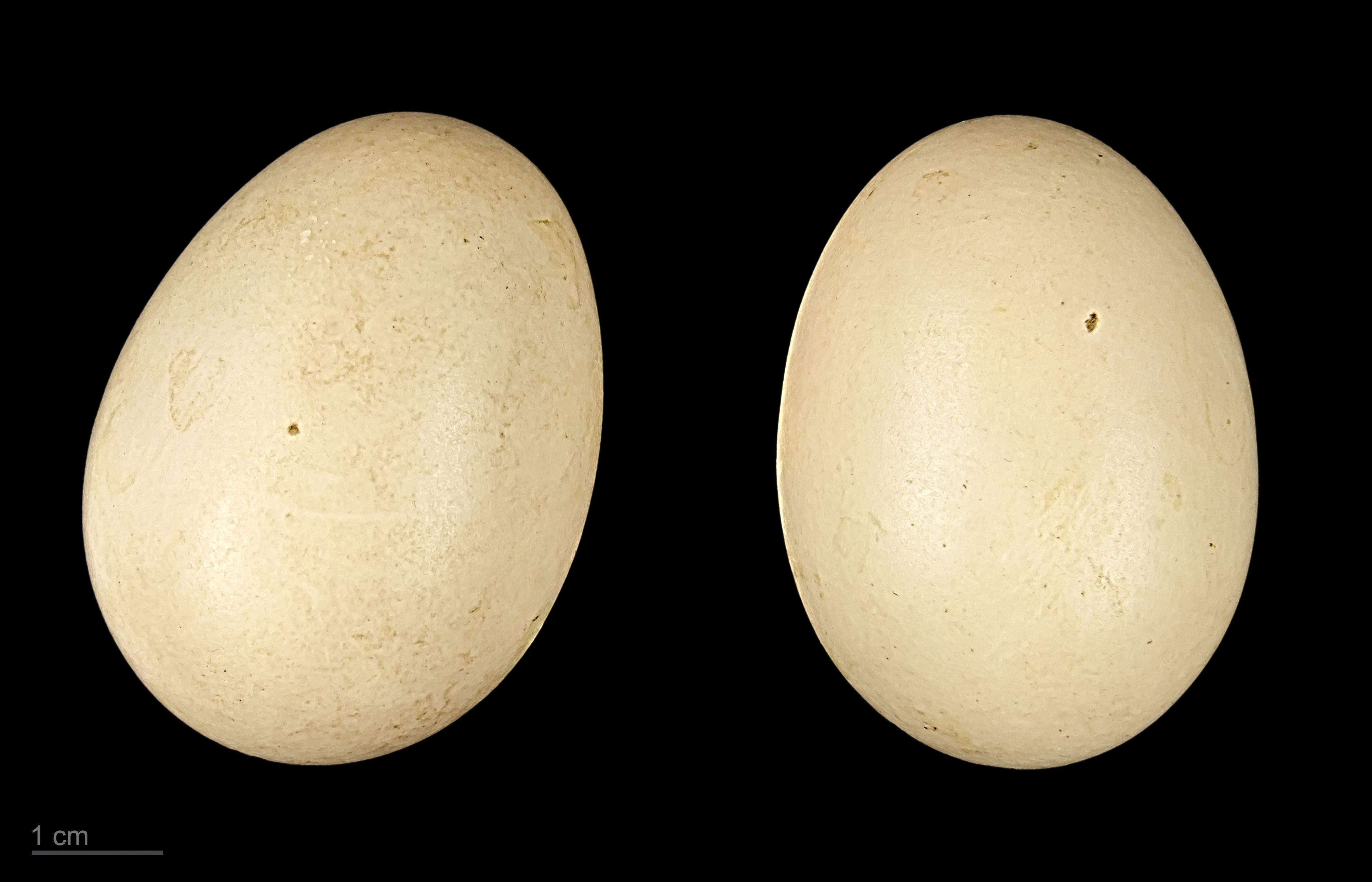
銀鴨的蛋

銀鴨（學名：Spatula versicolor）是一種南美洲常見的鑽水鴨，棲息於淡水湖泊、沼澤中，以水生植物與無脊椎動物為食。其种加词“versicolor”意为“颜色多样的”。

## 形態
銀鴨體長38-43公分，最明顯的特徵是頭部從眼睛下方至頭頂均為黑色，且喙為淺藍色，喙的兩側基部有黃色斑塊。翼鏡為有白色邊緣的綠色。

## 生態
銀鴨的分布範圍包括玻利維亞南部、巴西南部、巴拉圭、阿根廷、智利、烏拉圭、福克蘭群島以及南乔治亚和南桑威奇群岛 ，其中較南邊的族群會遷徙至巴西南部過冬。
銀鴨的繁殖季是四月至六月，雌雄鴨會發展長期的伴侶關係，在蘆葦叢中築巢，一窩可產6-10顆粉紅色的蛋，父母都參與照護小鴨的工作。銀鴨一般性格溫和，但雄鴨照顧蛋、小鴨與雌鴨時可能較具攻擊性。

## 分類
銀鴨原本被歸於鴨屬，2009年一項以粒線體DNA分析鴨科各物種親緣關係的分子系统发生学研究發現鴨屬並非單系群，因此該屬被拆分成四個屬，包括銀鴨在內的十種鴨被分到新的屬Spatula。
銀鴨有兩種亞種。安地斯銀鴨過去也被認為是其亞種，現在則被獨立成新物種。銀鴨分布範圍廣泛，且族群數量很多，兩亞種合計估計有兩萬五千至十萬隻。銀鴨與安地斯銀鴨和南非鴨親緣關係較近，這三種鴨有時被獨立成一個稱為Punanetta的屬。
- 北方銀鴨 S. versicolor versicolor（Vieillot, 1816）：分布於巴拉圭、玻利維亞南部與巴西南部[4]。
- 南方銀鴨 S. versicolor fretensis（King, 1831）：分布於智利南部、阿根廷與福克蘭群島[4]。